# Archytas lobulatus
Archytas lobulatus là một loài ruồi trong họ Tachinidae.